# Brama Lubawska w Nowym Mieście Lubawskim
Brama Lubawska, także Łąkowska – brama miejska Nowego Miasta Lubawskiego z II połowy XIV wieku.

## Historia

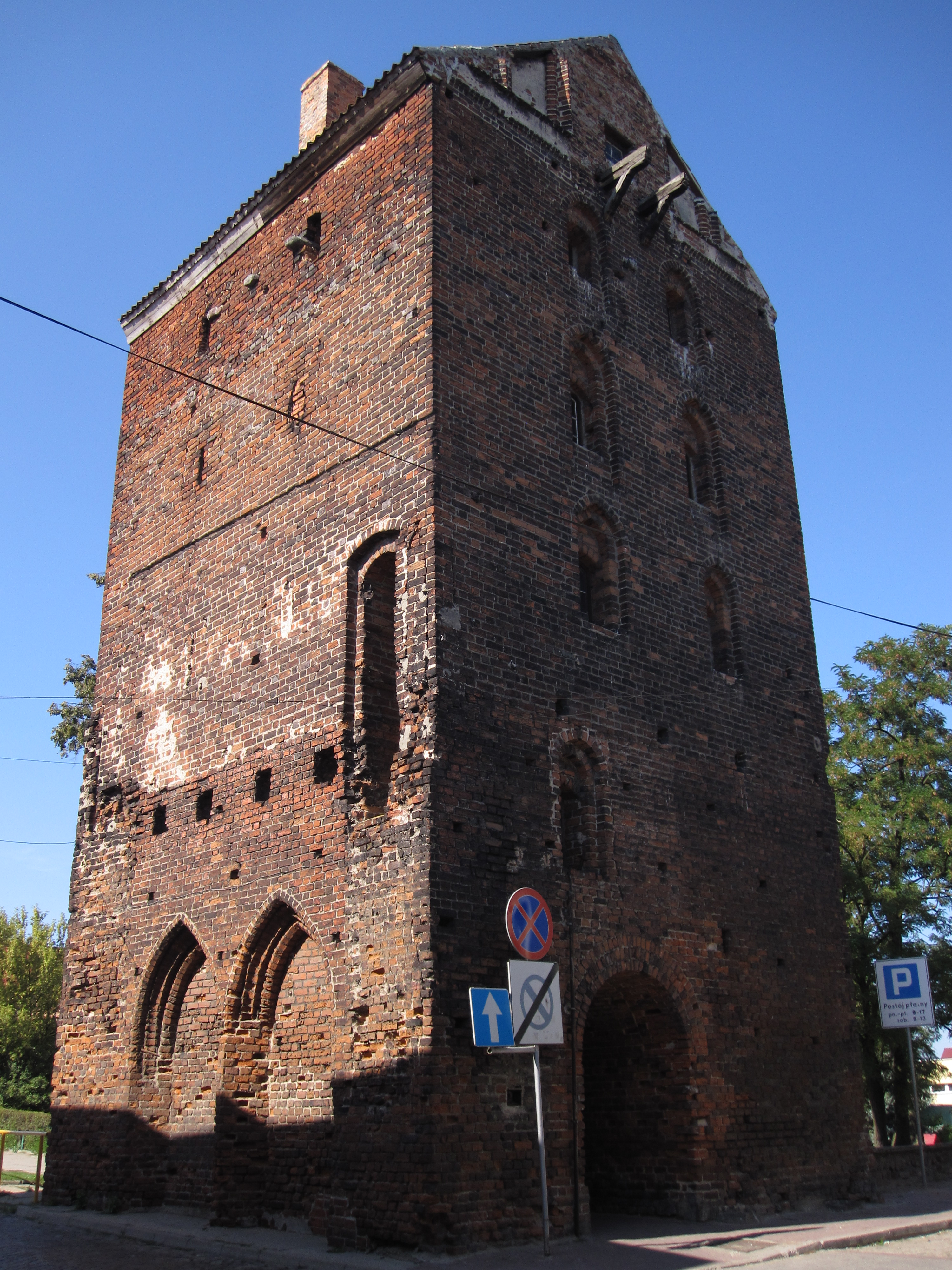
Baszta Bramy Lubawskiej

Po wybudowanej w II połowie XIV wieku Bramie Lubawskiej do naszych czasów przetrwała tylko baszta, która ma charakter masywnej wieży, wzniesionej z czerwonej cegły, na planie kwadratu, o dwuspadowym dachu, krytym dachówką. 
Sama Brama Lubawska przed wiekami była główną bramą wjazdową do miasta od strony północno-zachodniej. Brama miała fortyfikowaną wieżę zakończoną blankami i przejazd o podwójnych wrotach. Przed bramą stały dwie dodatkowe wieże, usytuowane na wale między dwiema fosami, połączone ruchomą kratą oraz wyposażone w urządzenia do podnoszenia zwodzonego mostu.
Zachowaną basztę wielokrotnie przebudowywano. W 1836 roku została przystosowana na potrzeby więzienia sądowego, znajdowały się tu areszt miejski oraz straż pożarna. W okresie powojennym mieściło się tu schronisko turystyczne, a obecnie ma siedzibę lokalna komenda ZHP.
Obiekt obecnie zamknięty dla zwiedzających. 